# La Brea

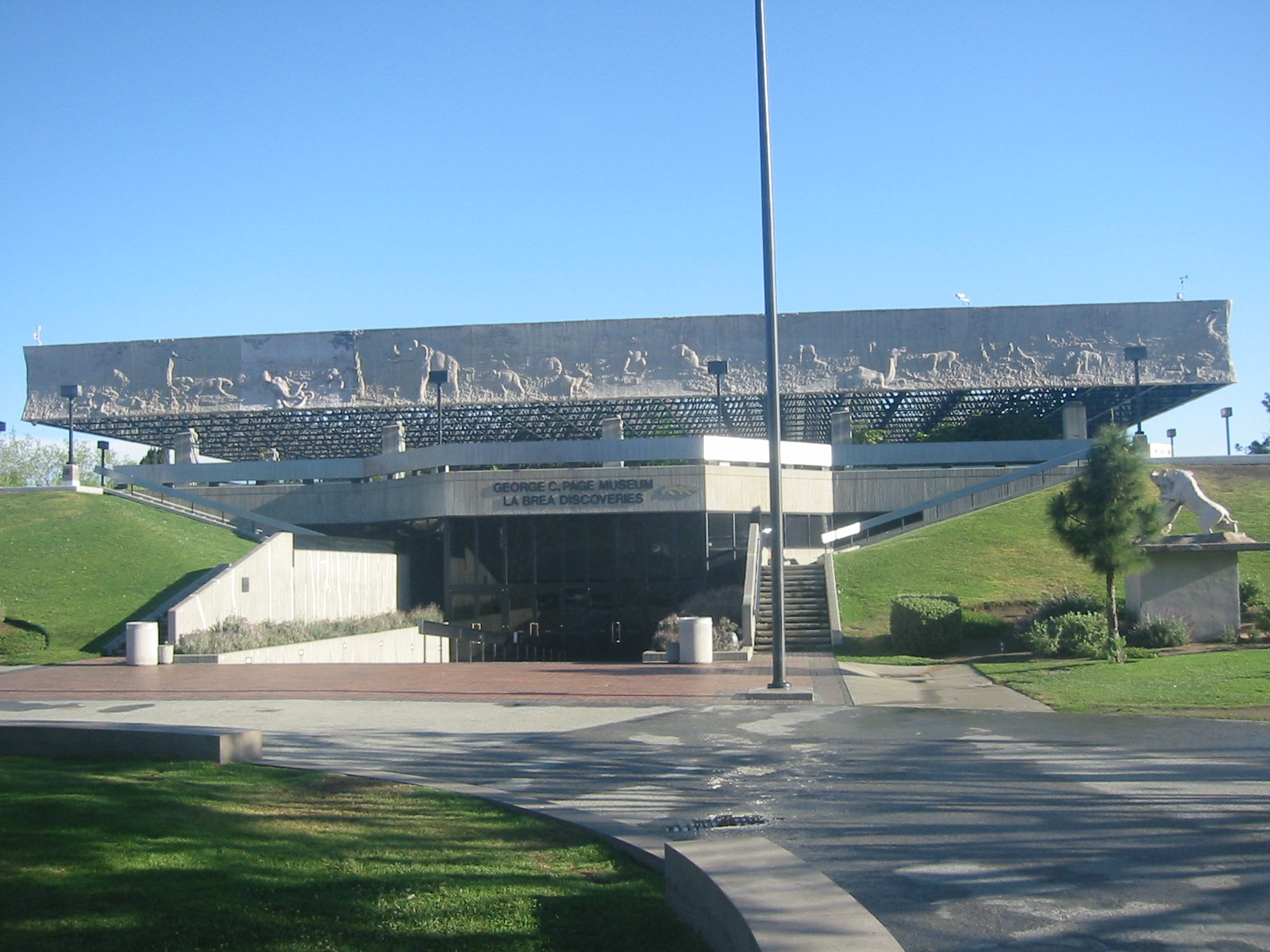
O Page Museum, Hancock Park, representando La Brea

La Brea (do espanhol "o breu", "o piche") ou Rancho do Poço de Piche de La Brea (no inglês La Brea Tar Pits ou Rancho La Brea Tar Pits) é um famoso sítio de piche (breu, asfalto ou betume) localizado em Hancock Park, em pleno centro da cidade de Los Angeles, Califórnia, Estados Unidos da América. O betume asfáltico, popularmente também chamado de piche ou breu, aflorou no solo desta área há dezenas de milhares de anos, formando centenas de piscinas pegajosas, que durante este tempo prendeu em seu interior animais e plantas que ali caíram que, com isso, foram fossilizados. O resultado foi uma incrivelmente rica coleção de fósseis datados da Última Era do Gelo.
Os trabalhos de pesquisa começaram no início do século XX. Durante as décadas de 1940 e 50 houve uma grande comoção, com a reconstituição de mamíferos que dramaticamente ali submergiram. O século XXI teve sua atenção voltada para os microfósseis, insetos fossilizados e plantas, e também aos grãos de pólen. Esses fósseis ajudam a definir um panorama do que se imagina seja um local mais ameno, clima mais úmido presente na bacia de Los Angeles durante a era glacial.
O George C. Page Museum em Hancock Park, parte do Natural History Museum of Los Angeles County, apresenta estas descobertas. De mais de cem sítios o de número 91 continua sendo regularmente escavado por dois meses, durante o verão, podendo ser visitado. A localização do parque num grande centro urbano, o histórico das dramáticas descobertas, e a excelente apresentação do Page Museum são combinações que levaram La Brea a tornar-se um sítio paleontológico famoso e acessível.

## Localização e informações

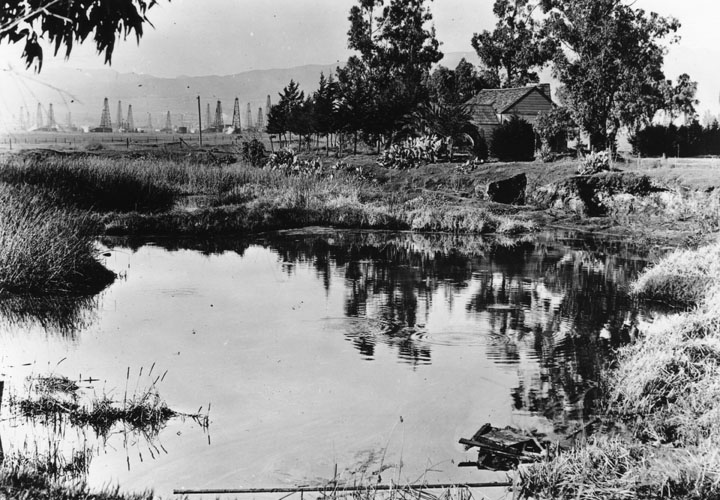
La Brea em 1910; repare as torres petrolíferas, ao fundo

O sítio de La Brea e o Hancock Park estão situados na área urbana de Los Angeles, próximo ao distrito de Miracle Mile. Os poços são compostas de uma substância chamada betume, que brota no solo como óleo. Em Hancock Park, o asfalto emerge do subsolo, sendo um derivado dos depósitos de petróleo localizados originalmente na Bacia de Los Angeles.
O asfalto brota na superfície em diversos locais do parque, formando piscinas. Gás metano também aflora,  recentes dão conta de que essas bolhas são causadas por formas resistentes de bactérias que existem no asfalto natural e que consomem o petróleo, liberando o metano. Das bactérias encontradas tão distantes, de 200 a 300 espécies ainda são desconhecidas.
Este fenômeno vem ocorrendo há dezenas de milhares de anos. De tempos em tempos, o asfalto forma uma lagoa bastante funda a ponto de prender os animais, e a superfície era coberta por camadas de água, poeira e folhas.
Animais que vagavam ali eram apanhados e vinham a morrer. Predadores também foram apanhados, quando entravam para capturar animais que haviam ficado presos, ficando também aderidos.
Como os ossos dos animais afundam no asfalto, eles se fossilizam, tornando-se marrom-escuro ou pretos. Porções voláteis do asfalto evaporam, deixando uma substância mais sólida, que se prende aos ossos. Além dos fósseis de grandes mamíferos, o betume também preservou vários pequenos "microfósseis", madeira e restos vegetais, e muitos grãos de pólen.
Datações radiométricas de madeiras e ossos preservados apontaram uma idade de 38.000 anos para o mais antigo material conhecido de La Brea, e ainda continuam a capturar organismos no presente.

## Extinção da megafauna
Cerca de 11.700 anos atrás, a maioria dos grandes mamíferos terrestres fora da África havia se extinguido. Os cientistas há muito debatem se essas extinções foram causadas principalmente por atividades humanas ou por uma mudança climática quando a última era do gelo chegou ao fim.
Um estudo de 2023 dos restos de animais presos há muito tempo nos poços de alcatrão de La Brea sugere que ambos os fatores trabalharam em conjunto para provocar o desaparecimento da megafauna da região. Um clima quente e seco, além da caça e queimadas pelos humanos, levou a grandes incêndios que precipitaram as mortes no final do Pleistoceno há cerca de 13.000 anos e mudaram para sempre o ecossistema, relataram pesquisadores. O tipo de “sinergia clima-humano” implicado no desaparecimento das maiores feras da Califórnia pode alertar para uma reviravolta dramática nos ecossistemas modernos sujeitos a mudanças climáticas contínuas causadas pelo homem.

## Animais e plantas de La Brea

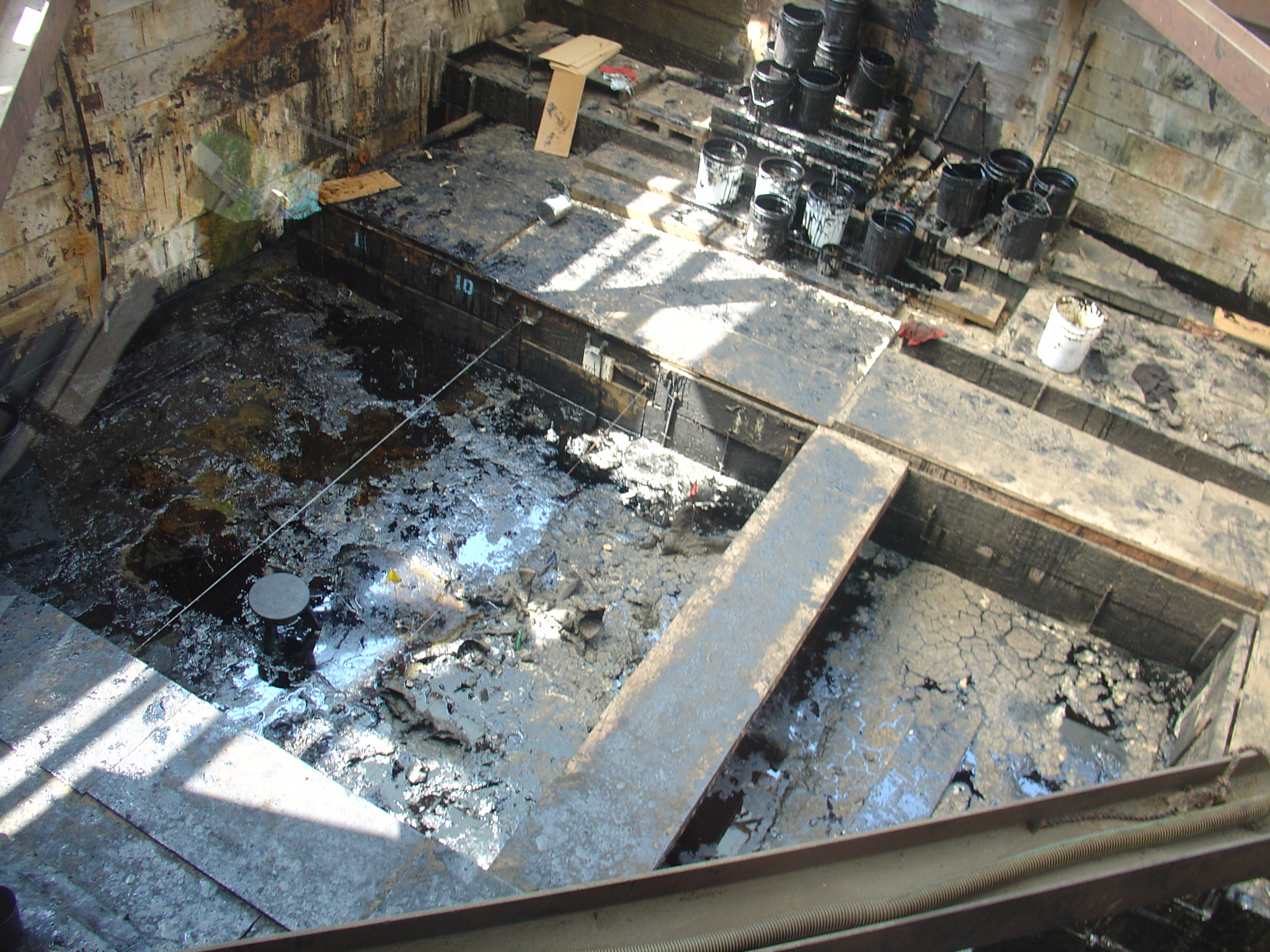
Atividades de escavação em La Brea, 2008

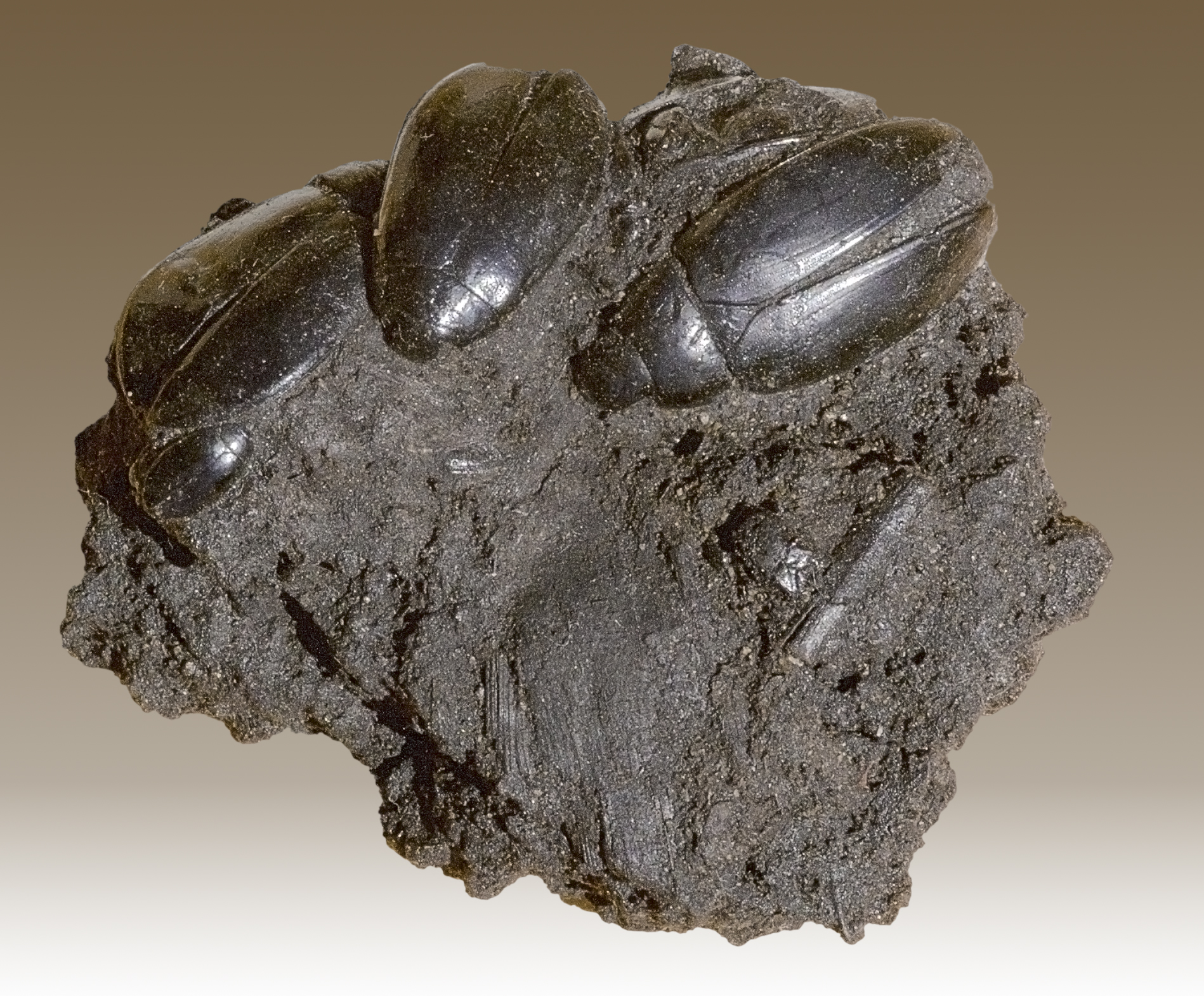
Hydrophilus sp

Algumas das espécies pré-históricas associadas com os poços de piche de La Brea são de mamute, lobo-pré-histórico, urso-de-cara-curta, preguiça-gigante, e outros fósseis peculiares à Califórnia, como o tigre dente-de-sabre Smilodon californicus. Apenas um ser humano foi encontrado, um esqueleto parcial de mulher, datado de aproximadamente 9.000 a.C.. Muitos dos trabalhos iniciais de identificação das espécies foi feita no começo do século XX por John C. Merriam da University of California.
O sítio é reconhecido por produzir uma miríade de fósseis de mamíferos datados da Era do Gelo. Enquanto esses fósseis produziam um interesse significativo, outros, de plantas, insetos e pólen foram também avaliados. Estes outros auxiliam a formar o panorama da época. Os microfósseis encontram-se no meio destes e são retirados da matriz de asfalto e areia por uma lavagem com solventes que retiram o petróleo, permitindo sua análise por meio de microscópios de alta potência.

La Brea talvez seja o único lugar de escavação no mundo em que os predadores excedem em muito ao número de presas. A razão para isto é desconhecida, mas uma teoria bem aceita é que as grandes presas, como por exemplo um só mastodonte, morto naturalmente ao cair num poço de piche, atrairia numerosos predadores através de longas distâncias. Isto é também chamado de "armadilha de predadores", e prenderia muitos animais que se achavam próximos à sua presa. Outra teoria, específica ao lobo-pré-histórico, sugere que tanto presa como predadores fossem apanhados acidentalmente durante uma caçada. Considerando que lobos caçam em matilhas, cada animal perseguido grudado poderia levar consigo vários lobos.

### Mamíferos
Abaixo segue uma lista parcial de animais extintos e ainda existentes, com respectivos nomes científicos ao lado direito. Este rol é uma seleção do catálogo completo.

### Herbívoros
- †Mamute imperial (Mammuthus imperator)
- †Mamute columbiano (Mammuthus columbi)
- †Mastodonte americano (Mammut americanum)
- †Preguiça-gigante (Paramylodon harlani)
- †Preguiça-gigante de Jefferson (Megalonyx jeffersoni)
- †Preguiça-gigante de Shasta (Nothrotheriops shastensis)
- †Bisão-antigo (Bison antiquus)[7]
- †Camelo Americano (Camelops hesterus)
- †Lhama de perna comprida (Hemiauchenia macrophala)
- †Cavalo do oeste (Equus "occidentalis")
- †Cavalo mexicano (Equus conversidens)
- †Caititu (Platygonus compressus)
- Antilocapra (Antilocapra americana)
- †Antilocapra do poço-de-piche (Capromeryx minor)
- †Tapir da Califórnia (Tapirus californicus)
- Cervo (Wapiti) (Cervus canadensis)
- Alce (Odocoileus sp.)